# Xerrac
|  | Per a altres significats, vegeu «Xerrac (desambiguació)». |

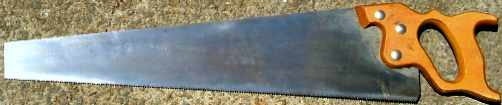
Un xerrac

Un xerrac, xorrac,en certes zones s'empra el castellanisme serrutx(o) és una eina manual d'ús semblant a la serra que consisteix en una fulla d'acer rígida amb una vora dentada i un mànec de fusta o de plàstic.
El xerrac d'exsecallar (esporgar els arbres) ha de tenir les dents girades; una a un costat, una a l'altre, i així successivament fins al final de la fulla. El fet que les dents estiguin una girada a un costat i l'altre a l'altre costat fa que talli més i més fàcilment. El xerrac d'exsecallar sol acabar en punta, la qual cosa facilita la penetració per dins les branques dels arbres, i també algunes operacions, mentre que el xerrac dels fusters sol acabar formant un angle recte entre el final de l'eina i la part de la fulla que no talla, essent, de totes maneres, la fulla més curta per la part més enfora del mànec que per la part del mànec.